# Frederic Charles Dreyer
El almirante Frederic Charles Dreyer, (8 de enero de 1878 - 11 de diciembre de 1956) fue un oficial de la Royal Navy. Experto en artillería, desarrolló un sistema de control de disparo para buques de guerra británicos y se desempeñó como capitán de bandera del almirante John Jellicoe en la batalla de Jutlandia. Se retiró con el rango de almirante en 1943, después de haber servido en dos guerras mundiales y ya se había retirado una vez.

## Antecedentes y primeros años
Frederic Dreyer nació el 8 de enero de 1878 en la ciudad irlandesa de Parsonstown (ahora Birr) en el condado de King (ahora condado de Offaly), el segundo hijo del astrónomo de origen danés John Louis Emil Dreyer, quien fue director del Observatorio de Armagh. Educado en La Escuela Real, Armagh, en 1891 Dreyer se unió a la Royal Navy y entró en el Real Colegio Naval, Dartmouth.

## Carrera en la Marina Real

### Primeros años
En Dartmouth, Dreyer se desempeñó bien en sus exámenes y quedó quinto en su mandato. Luego se desempeñó como guardiamarina en el HMS Anson (1893–1896) y el HMS Barfleur (1896–1897). En casi todos sus exámenes posteriores para ascensos, obtuvo certificados de Clase 1: subteniente, teniente (julio de 1898, mientras estaba a bordo del HMS Repulse) y luego teniente de artillería. En 1900 escribió un libro llamado Cómo obtener una primera clase en náutica. Concluyó primero en su clase de tres en el curso avanzado para tenientes de artillería y torpedos en el Real Colegio Naval, Greenwich en 1901, después de lo cual fue destinado al personal de la escuela de artillería en Sheerness. Se desempeñó como oficial de artillería del crucero HMS Scylla para maniobras anuales durante el verano de 1902, luego fue prestado al crucero protegido HMS Hawke para un viaje en tropa al Mediterráneo (agosto-septiembre de 1902). Fue designado para el acorazado HMS Hood en el Mediterráneo desde septiembre de 1902, pero el timón del barco se había dañado y el barco se dirigió a casa para ser reparado y pagado en Plymouth. Dreyer fue reelegido en el Hawke el 13 de enero de 1903 para otro viaje en tropa a Malta, y cuando le pagaron en marzo, fue nombrado miembro del personal del HMS Excellent, entonces bajo el mando del capitán Percy M. Scott. Después de dos meses en Excellent, Scott presentó el nombre de Dreyer para su nombramiento como oficial de artillería en el nuevo acorazado HMS Exmouth.
A partir de junio de 1903, Dreyer fue enviado como oficial de artillería a Exmouth en el Mediterráneo. En 1904, Exmouth se convirtió en el buque insignia de la Flota Nacional Británica, tras lo cual se convirtió en asesor de artillería del Comandante en Jefe, el almirante Sir Arthur Wilson. De 1904 a 1907, Exmouth ocupó el primer lugar en las pruebas de artilleros y prácticas de batalla de Home Fleet (más tarde Channel Fleet). En 1905 formó parte de un comité de calibración presidido por el inspector de prácticas de tiro, el contraalmirante Percy Scott. Fue destinado como oficial de artillería experimental en el primer acorazado acorazado HMS Dreadnought en su crucero experimental de 1907 en "Servicio especial" para ayudar con las pruebas de artillería.

### Almirantazgo y servicio de guerra
A su regreso, y por recomendación del almirante Wilson, Dreyer fue ascendido a comandante y nombrado Asistente del Director de Artillería Naval (DNO), John Jellicoe. A fines de 1907, ayudó en las pruebas del montaje del telémetro y trazador Argo de Arthur Hungerford Pollen en el crucero HMS Ariadne. Regresó al Almirantazgo, bajo el nuevo DNO Capitán Reginald Bacon y permaneció allí hasta 1909, cuando fue nombrado comandante (oficial ejecutivo) en el nuevo acorazado HMS Vanguard, completando luego en Barrow-in-Furness. En 1910, el vicealmirante Jellicoe invitó a Dreyer a ser su comandante de bandera, primero en el HMS Prince of Wales (buque insignia de la Flota del Atlántico) y luego en el HMS Hercules (buque insignia de la 2.ª División de la Flota Nacional).
Por consejo de Jellicoe, Dreyer recibió el mando del crucero de exploración HMS Amphion en 1913, con ascenso a capitán en junio. Ese año, el Amphion fue el primero de toda la armada en la prueba del tirador y el primero en el tipo de embarcación en la práctica de batalla. En octubre de 1913 se convirtió en capitán de bandera (comandante del buque insignia) del contraalmirante Sir Robert Arbuthnot en el acorazado HMS Orion (buque insignia, el segundo escuadrón de batalla del contralmirante) hasta 1915. A instancias de Jellicoe, ahora Comandante en Jefe de la Gran Flota, Dreyer fue nombrado capitán de bandera del HMS Iron Duke, sirviendo en la Batalla de Jutlandia en 1916.
Dreyer se trasladó al Almirantazgo con Jellicoe como subdirector de la División Antisubmarina. En marzo de 1917 fue nombrado DNO, donde formó un comité para diseñar y producir un nuevo tipo de proyectil perforante, ya que el tipo existente había demostrado ser lamentablemente poco fiable. Fue nombrado miembro del Estado Mayor Naval como Director de Artillería Naval y Torpedos en 1918. Después del Armisticio, fue nombrado comodoro de segunda clase y se desempeñó como jefe de Estado Mayor del Almirante Jellicoe en su Misión Naval a la India y los Dominios en el HMS New Zealand, entre 1919 y 1920.

### Posguerra

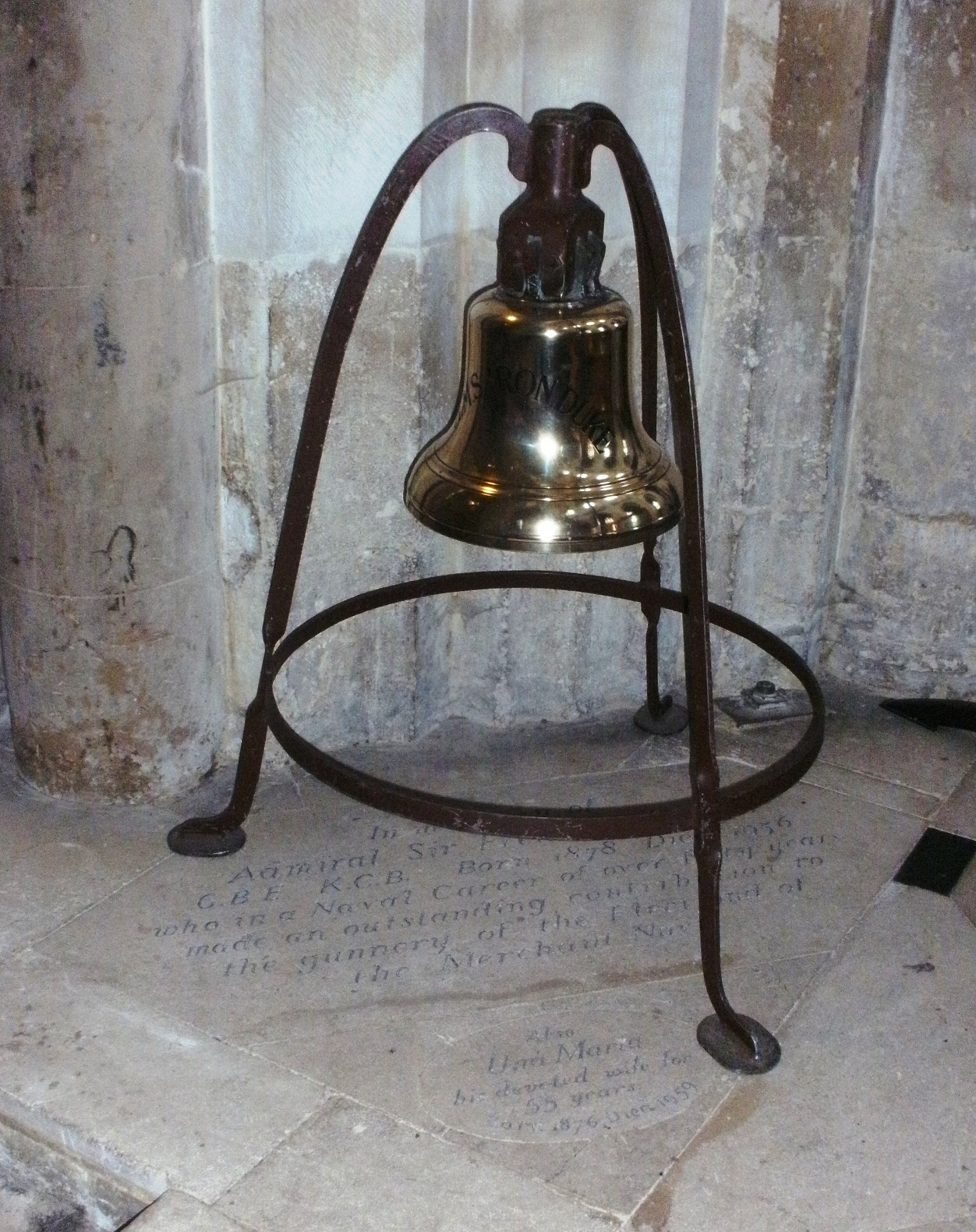
La campana del barco del HMS Iron Duke, que Dreyer presentó a la Catedral de Winchester. La campana se encuentra sobre una losa que conmemora a Dreyer y su esposa.

Dreyer regresó al Almirantazgo como Director de la División de Artillería de 1920 a 1922. Se hizo a la mar al mando del crucero de batalla HMS Repulse durante un año, antes de servir como ayudante de campo de Jorge V del Reino Unido. A fines de 1923 fue ascendido a contralmirante. En 1924 se convirtió en Lord Comisionado del Almirantazgo como Subjefe del Estado Mayor Naval, e instituyó la Escuela Táctica en Portsmouth.
En 1927, Dreyer regresó al mar como comandante del Escuadrón de cruceros de batalla, ondeando su bandera en HMS Hood. En 1929 se convirtió en vicealmirante y al año siguiente en Subjefe del Estado Mayor Naval. Anteriormente, había albergado esperanzas de convertirse en el comandante de la Flota del Atlántico después de su mandato en el Almirantazgo. Sin embargo, la corrupción por asociación de la Junta de la que formaba parte por el Motín de Invergordon en 1931, con el consiguiente efecto en esa flota, hizo que Dreyer no estuviera destinado nunca a comandarla.
En 1932, Dreyer fue ascendido a almirante y en 1933 recibió el mando de la Estación de China, donde sirvió hasta 1936. Se retiró en 1939 sólo para ser voluntario como Comodoro de Convoy en la Reserva Naval Real tras el estallido de la Segunda Guerra Mundial. Formó parte del personal del Oficial General Comandante en Jefe de las Fuerzas Nacionales en 1940 como asesor en medidas contra la invasión, antes de convertirse en Inspector de Artillería de la Marina Mercante (1941-1942). Luego fue nombrado Jefe de Servicios Aéreos Navales (1942), antes de su breve nombramiento final como Subjefe de Equipos Aéreos Navales en 1943. Luego regresó a la lista de retirados por segunda vez. Sus memorias se publicaron como The Sea Heritage: A Study in Maritime Warfare.

## Vida familiar
El 26 de junio de 1901, Dreyer se casó con Maria Hallett (1876-1959), hija de John Thomas Hallett, vicario de Bishop's Tachbrook, Warwickshire; tuvieron tres hijos y dos hijas. Su hermano mayor era el mayor general John Tuthill Dreyer, de Artillería Real, con quien trabajó en sus dispositivos de control de disparo.
Los tres hijos y sus dos yernos eran oficiales navales. Su segundo hijo fue el difunto Vicealmirante Sir Desmond Dreyer, quien también se convirtió en oficial de artillería, ganó la Cruz de Servicio Distinguido en la Batalla del Río de la Plata y se convirtió en Segundo Señor del Mar.

## Honores
En 1914, Dreyer recibió el Compañero civil de la Orden del Baño (CB) por sus servicios a la artillería naval. Después de la Batalla de Jutlandia, recibió el CB militar por el comportamiento y los disparos de Iron Duke en la batalla. Después de la misión naval al Imperio en 1919, fue nombrado Comandante de la Orden del Imperio Británico. En 1932 fue ascendido a Caballero Comendador de la Orden del Baño y a Caballero Gran Cruz de la Orden del Imperio Británico en 1936.

## Mesa de control de disparo Dreyer
La introducción del control de disparo centralizado para los buques de guerra mejoró significativamente la precisión de la artillería. La creciente gama de cañones navales provocó durante varios años los avances necesarios para controlar su fuego. Durante un período de diez años, se introdujeron técnicas como la detección centralizada de la caída del disparo, el cálculo mecánico de la tasa de cambio de rango (tasa), relojes mecánicos para calcular el rango a lo largo del tiempo para cualquier "tasa" dada y telémetros ópticos de longitud de base larga. Para dar sentido a dichos datos, el trazado manual de los rangos del telémetro, desde uno o varios telémetros, así como otros datos, comenzó a encontrar favor. La Royal Navy patrocinó la investigación de estas técnicas y surgieron dos grupos, un grupo comercial dirigido por Arthur Pollen y un grupo naval dirigido por Dreyer. Ambos grupos tenían como objetivo producir una computadora mecánica combinada y un gráfico automático de alcances y tasas para usar en el control de disparo centralizado. Ambos sistemas se ordenaron para barcos nuevos y existentes de la Royal Navy, aunque la Tabla Dreyer, como se llamó el sistema Dreyer, finalmente encontró el mayor favor con la Armada en su forma definitiva Mark IV*.
La adición del control del director facilitó un sistema de control de disparo completo y practicable para los barcos de la Primera Guerra Mundial, y la mayoría de los barcos capitales de RN estaban equipados a mediados de 1916. El director estaba en lo alto de la nave donde los operadores tenían una vista superior sobre cualquier tirador en las torretas. También pudo coordinar el fuego de las torretas para que su fuego combinado trabajara en conjunto. Esto mejoró la puntería y los telémetros ópticos más grandes mejoraron la estimación de la posición del enemigo en el momento del disparo. Pero con los rangos prácticos más largos vino el mayor tiempo de vuelo. El Sistema de control de incendios ahora tuvo que dar cuenta de más variaciones y correcciones más complicadas de lo que se planeó originalmente. La Mesa Dreyer tenía algunas fallas mecánicas, particularmente cuando se introdujeron cargas adicionales en forma de pertrechos no autorizados inventados por personal de artillería individual, pero en general se realizó de manera satisfactoria. El sistema finalmente fue reemplazado por la "Mesa de control de incendios del Almirantazgo" mejorada para los barcos construidos después de 1927, aunque las Dreyer Tables fueron a la guerra por segunda vez en la Segunda Guerra Mundial, especialmente en los acorazados y cruceros de batalla no modernizados de Gran Bretaña.
La elección entre los sistemas Dreyer y Pollen fue controvertida en ese momento. La Royal Navy había probado repetidamente los diseños de Pollen y le había dado lo que consideraba términos muy preferenciales para ellos. Pollen en 1925 ganó un premio de 30.000 libras esterlinas de la Comisión Real de Premios a Inventores por elementos de su reloj Argo que se habían utilizado sin su permiso. Al mismo tiempo, Dreyer solicitó una subvención similar, pero debido al hecho de que en 1915 le habían otorgado 5.000 libras esterlinas por sus servicios de control de incendios, su solicitud fue denegada.

## Obras publicadas
- Cómo obtener una primera clase en náutica. 1900
- The Sea Heritage: A Study in Maritime Warfare. 1955